# Aschbach, Bas-Rhin
Aschbach là một xã thuộc tỉnh Bas-Rhin trong vùng Grand Est đông bắc Pháp.